# Consejo Nacional de Camélidos Sudamericanos
Dependiente del Ministerio de Agricultura del Perú, el Consejo Nacional  de Camélidos Sudamericanos tenía su sede en Lima. Sus actividades estaban relacionadas con las cuatro especies de camélidos: las alpacas, llamas, vicuñas y guanacos. Fue desactivado en 2007 y sus funciones transferidas a los gobiernos regionales. Se han propuesto iniciativas para generar un nuevo organismo con un rol similar.

## Misión
Era un organismo especializado que promueve el desarrollo de la producción de camélidos sudamericanos, buscaba el mejoramiento y desarrollo de productos y la ampliación de mercados, a través de la organización productiva de las comunidades campesinas y los pequeños productores, consolidando su capacidad de gestión y su competitividad.  

## Funciones
- Promover, asesorar, supervisar y normar el desarrollo, conservación, manejo, mejoramiento y aprovechamiento a nivel nacional de todas las especies de camélidos sudamericanos, incluyendo sus híbridos.
- Representar al país ante organismos y convenios internacionales en los asuntos que conciernen a los camélidos sudamericanos.
- Coordinar con la autoridad de la CITES los asuntos que conciernen a los camélidos sudamericanos silvestres.
- Coordinar, concertar y supervisar las actividades y procedimientos relacionados con los procesos de conservación, producción y comercialización interna y externa de los camélidos sudamericanos, tanto de animales vivos como de fibra y otros productos.
- Prestar asesoramiento técnico a las organizaciones campesinas con el objeto de que efectúen directamente el procesamiento y la comercialización de los productos y subproductos provenientes de los camélidos sudamericanos.
- Formar comisiones de estudio o trabajo especializados, integradas por especialistas calificados, a fin de analizar y proponer al Ministerio de Agricultura diversas actividades y proyectos de desarrollo de los camélidos sudamericanos en beneficio de los criadores.
- Realizar coordinaciones con las entidades públicas y privadas que desarrollan acciones referentes a los camélidos sudamericanos.
- Dictaminar las normas y los procedimientos sobre cooperación técnica internacional en materia de camélidos sudamericanos.
- Conducir la capacitación y transferencia de tecnología para el desarrollo de la conservación, el manejo y el aprovechamiento de los camélidos sudamericanos.
- Promover la investigación básica y aplicada en camélidos sudamericanos.
- Atender la convocatoria de los Directores Regionales, en su respectivo ámbito, para apoyar las acciones necesarias a fin de solucionar problemas de los productores agrarios organizados.
- Otras que se le asigne y corresponda de acuerdo a Ley.

## Ver
- Fauna en el Perú
- Perú